# Bellingcat
Bellingcat és un grup de periodisme d'investigació amb seu als Països Baixos, especialitzat en la verificació de fets i la intel·ligència de codi obert (OSINT). Va ser fundat pel periodista ciutadà britànic i antic blogger Eliot Higgins el juliol de 2014. Bellingcat publica les conclusions de les investigacions de periodistes professionals i ciutadans sobre zones de guerra, abusos dels drets humans i l'inframón criminal. Els col·laboradors del lloc també publiquen guies sobre les seves tècniques, així com estudis de casos.